# Алазоны

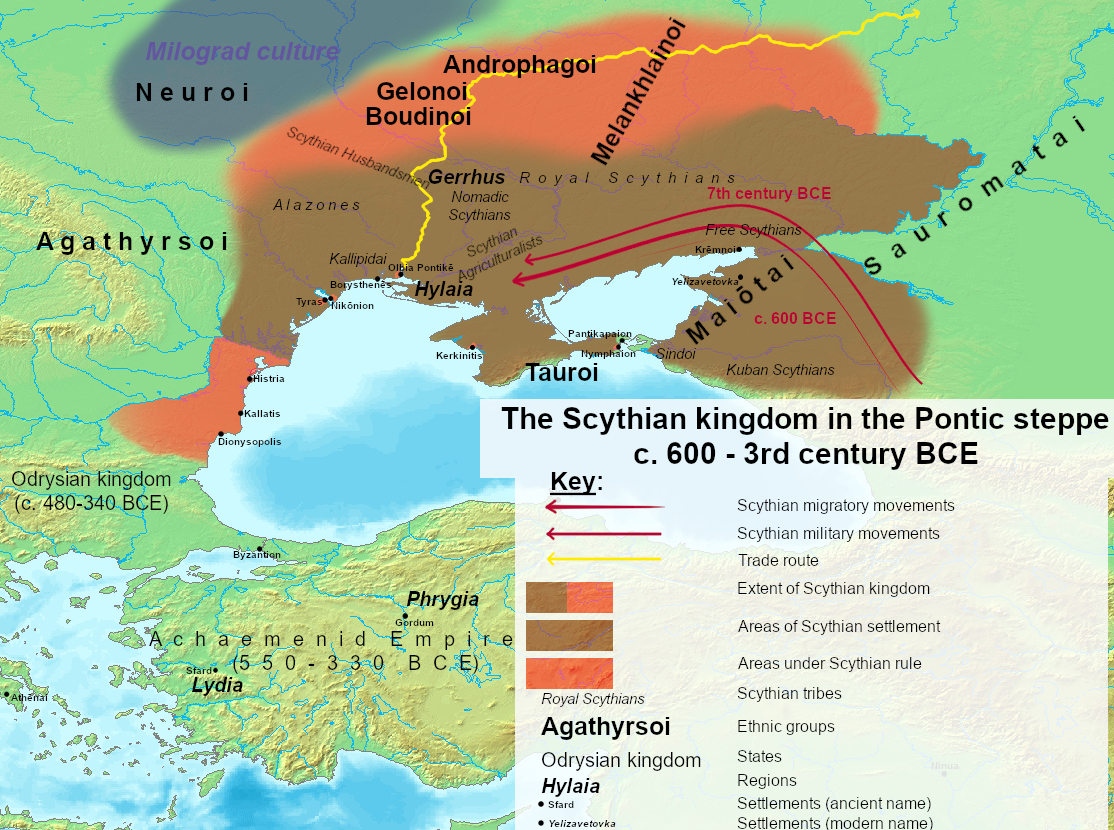
Расселение алазонов (alazones) среди других скифских племён.

Алазоны (др.-греч. Ἀλάζωνες; Alazones) — скифское племя обитавшее в Северном Причерноморье между рекой Ингул и Днестр..

## Этимология
Название племени, возможно, происходит от , греческого слова «аплазия» (ἀλαζονεία), что в переводе означает "бахвальство, хвастливость, кичливость, заносчивость, ex. ταῖς ἀλαζονείαις χρῆσθαι Isocr. — похваляться".

## История
В других источниках указано что Алазоны — народ, живший, по сказанию Геродота, в окрестностях Гипаниса, или Буга, и Амазоны, или алазоны, «славенский народ, по-гречески значат самохвалов». Имели фракийское происхождение, однако их правящий класс имел иранское происхождение.

Так же о них пишут Геродот, Страбон, Павсаний, Плиний Старший, Гекатей Милетский, Менекрат Элейский, Палефат, Стефан Византийский. По Геродоту, они обитали в бассейне Южного Буга, к северу от Ольвии, но не так близко как каллипиды (эллино-скифы). Современные учёные локализуют земли алазонов в месте сближения излучин Днестра и Южного Буга. Северной границей обитания алазонов принято считать речку  Эксампай:
«Ручей этот протекает на границе скифов и алазонов. Тира и Гипанис сближаются своими излучинами в земле алазонов. Далее обе реки делают новые повороты и разделяющее их пространство становится все шире» (§ 52).
Труднее определить протяжение земель алазонов по широте, можно только говорить о кочевании между Днестром и Ингулом или Ингульцом, далее уже начинались владения царских скифов. На западе алазонские кочевники должны были соприкасаться с тиритами и агафирсами. 
Геродот утверждал, что алазоны сеяли хлеб, лук, чеснок, чечевицу, просо. Считалось, что этот народ производит погребения в зерновых ямах.
Значительное число поселений и городищ скифского времени, на территории их обитания (север и центр современной Николаевской области, Украина) до сих пор мало изучены.

## Современные потомки
Казахский ученый Т.С.Джанузаков считает, что казахский род алчын  является потомком алазонов и этимологизирует название алазонов как алазон-ес, где ала ‘большой, великий’, зон ‘народ, племя’, а ‘ес’ — показатель множественного числа. Закономерный ряд фонетических вариантов выглядит следующим образом: алазонес — алазон —ализон — алзон — алсын — алшын — и в переводе означает ‘сборище племен’, или ‘многочисленное, большое племя’. Туркменский этнограф С.Атаниязов полагает, что название туркменского рода алчы этнографической группы мукры является усеченной формой наименования этнонима алчын. 